# KISS-principe
KISS is een afgekort aforisme dat adviseert om problemen te voorkomen door een ontwerp of creatie eenvoudig te houden.

## Verwoording en bedoeling
Het is een Engels acroniem. De eerste letters staan voor Keep it …, maar de S'sen worden verschillend uitgelegd. De meest gangbare variant Keep it simple, stupid. betekent Hou het simpel, idioot, wat nogal ruw klinkt; bekende alternatieven zijn wat zachter.
Kelly Johnson, die het aforisme bekendheid gaf, schreef het echter zonder komma, wat in combinatie met zijn werkwijze aanleiding geeft tot de betekenis Hou het idioot simpel (abnormaal simpel), dus zonder de aangesprokene uit te schelden.
Enkele versies zijn:
- Keep it simple, stupid.
- Keep it simple, silly.[1]
- Keep it short and simple.
- Keep it simple & straightforward.[2][3]
- Keep it smart & simple.
- Keep it safe & simple.[bron?]

## Geschiedenis
Waarschuwingen voor moeilijk doen of onnodige complicaties zijn al eeuwenoud en bestaan in talloze vormen. De apostel Paulus, die zich met een omstandig verhaal over zijn godsdienst verdedigde in een rechtszaak, kreeg van de procurator toegevoegd: U slaat wartaal uit, Paulus! Het vele studeren drijft u tot waanzin! Bekend is ook Ockhams scheermes uit de 14e eeuw dat ingewikkelde theorieën glad wilde scheren. Het Nederlands kent uitdrukkingen als eenvoud is het kenmerk van het ware en schrijven is schrappen, terwijl aan het Engels kill your darlings en less is more ontleend zijn. In de jaren 1930 was het design-adagium "less is more". De Formule I-constructeur Colin Chapman verwoordde zijn ontwerpfilosofie als Simplify, then add lightness (Vereenvoudig, voeg dan lichtheid toe). Edsger Dijkstra's bepleitte in 1975 gestructureerd programmeren met de uitspraak Simplicity is a prerequisite for reliability (eenvoud is een voorwaarde voor betrouwbaarheid).
De verwoording in een KISS-aforisme is al bekend uit 1938: Keep it Short and Simple was het advies in een krant voor een stadsreglement voor Minneapolis. Tot algemeen gebruik heeft dat krantenartikel niet geleid en het aforisme wordt toegeschreven aan Kelly Johnson, die bij de afdeling Skunk Works van Lockheed Martin werkte. Het doel was om het onderhoud aan gecompliceerde vliegtuigen eenvoudig te houden.
Het principe is bekend in de programmeurswereld, waar het in de late jaren 1970 in zwang was ter vermijding van grote en vooral gecompliceerde programma's. In de jaren 1990  raakte het KISS-aforisme algemeen bekend in min of meer dezelfde betekenis; eenvoud kan stommiteiten en andere problemen voorkomen. In de grafische branche (reclame, vormgeving, animatie, marketing et cetera) wordt de term gebruikt om aan te geven dat een boodschap alleen overkomt als men niet te veel tegelijk wil vertellen en de vorm simpel wordt gehouden.